# هایکنزاد
هایکنزاد (به هلندی: Heinkenszand) یک منطقهٔ مسکونی در هلند است که در بورسله واقع شده‌است. هایکنزاد ۵٬۵۰۰ نفر جمعیت دارد.